# نیدهام (ماساچوست)
نیدهام، ماساچوست
نیدهام(به انگلیسی: Needham) شهرکی در شهرستان نورفولک ایالت ماساچوست می‌باشد که در سال ۱۷۱۱ بنیان‌گذاری شده‌است. این شهرک در سرشماری سال ۲۰۱۰ میلادی، ۲۸٬۸۸۶ نفر جمعیت داشته‌است.